# Lacrimispora indolis
Lacrimispora indolis es una especie de bacteria grampositiva del género Lacrimispora. Fue descrita en el año 2020. Su etimología hace referencia a indol. Anteriormente conocida como Clostridium indolis. Es anaerobia estricta, móvil y formadora de esporas. Temperatura óptima de crecimiento de 37 °C. Se ha aislado del suelo y heces.

## Infecciones humanas
Se ha descrito un caso de osteítis en humanos. Además, en un caso se ha aislado de un hemocultivo, aunque no se ha asociado con patogenicidad.